# Danh sách 100 ngôi sao nổi tiếng Trung Quốc theo Forbes
Danh sách 100 ngôi sao nổi tiếng Trung Quốc là một danh sách được Forbes xếp hạng nói về mức độ ảnh hưởng tại Trung Quốc của các ngôi sao nổi tiếng. Các yếu tố được đưa ra để xác định là thu nhập, mức độ tìm kiếm trên mạng, sự xuất hiện trên tạp chí, báo và truyền hình.
Năm 2010, danh sách bắt đầu có thêm tên của những ngôi sao Hồng Kông và Đài Loan. Trước đó, danh sách này chỉ có tên của những ngôi sao Trung Quốc Đại Lục.

## Danh sách top 10

### Thập niên 2000
| STT | Tên             | Nghề nghiệp           | Thu nhập     |
| --- | --------------- | --------------------- | ------------ |
| 1   | Diêu Minh       | Vận động viên bóng rổ | 19.000.000 $ |
| 2   | Chương Tử Di    | Diễn viên             | 4.200.000 $  |
| 3   | Triệu Vy        | Diễn viên             | 3.000.000 $  |
| 4   | Vương Phi       | Ca sĩ                 | 4.500.000 $  |
| 5   | Củng Lợi        | Diễn viên             | 4.500.000 $  |
| 6   | Trương Nghệ Mưu | Nhà làm phim          | 2.900.000 $  |
| 7   | Châu Tấn        | Diễn viên             | 1.900.000 $  |
| 8   | Lê Minh         | Ca sĩ/ Diễn viên      | 10.500.000 $ |
| 9   | Tôn Nam         | Ca sĩ                 | 3.800.000 $  |
| 10  | Lý Liên Kiệt    | Diễn viên             | 22.200.000 $ |

| STT | Tên             | Nghề nghiệp             | Thu nhập     |
| --- | --------------- | ----------------------- | ------------ |
| 1   | Diêu Minh       | Vận động viên bóng rổ   | 23.800.000 $ |
| 2   | Chương Tử Di    | Diễn viên               | 5.600.000 $  |
| 3   | Lưu Tường       | Vận động viên điền kinh | 4.000.000 $  |
| 4   | Triệu Vy        | Diễn viên               | 2.400.000 $  |
| 5   | Vương Phi       | Ca sĩ                   | 3.500.000 $  |
| 6   | Trương Nghệ Mưu | Nhà làm phim            | 2.400.000 $  |
| 7   | Châu Tấn        | Diễn viên               | 1.900.000 $  |
| 8   | Tôn Nam         | Ca sĩ                   | 2.600.000 $  |
| 9   | Lưu Gia Linh    | Diễn viên               | 7.200.000 $  |
| 10  | Phạm Băng Băng  | Diễn viên               | 1.900.000 $  |

| STT | Tên            | Nghề nghiệp             | Thu nhập     |
| --- | -------------- | ----------------------- | ------------ |
| 1   | Diêu Minh      | Vận động viên bóng rổ   | 26.900.000 $ |
| 2   | Châu Tấn       | Diễn viên               | 3.000.000 $  |
| 3   | Chương Tử Di   | Diễn viên               | 5.700.000 $  |
| 4   | Triệu Vy       | Diễn viên               | 2.100.000 $  |
| 5   | Lưu Tường      | Vận động viên điền kinh | 4.200.000 $  |
| 6   | Lý Vũ Xuân     | Ca sĩ                   | 1.600.000 $  |
| 7   | Phạm Băng Băng | Diễn viên               | 2.700.000 $  |
| 8   | Trần Khải Ca   | Nhà làm phim            | 2.400.000 $  |
| 9   | Tôn Nam        | Ca sĩ                   | 2.600.000 $  |
| 10  | Lý Băng Băng   | Diễn viên               | 2.100.000 $  |

| STT | Tên             | Nghề nghiệp             | Thu nhập     |
| --- | --------------- | ----------------------- | ------------ |
| 1   | Diêu Minh       | Vận động viên bóng rổ   | 41.100.000 $ |
| 2   | Lưu Tường       | Vận động viên điền kinh | 9.200.000 $  |
| 3   | Trương Nghệ Mưu | Nhà làm phim            | 5.600.000 $  |
| 4   | Chương Tử Di    | Diễn viên               | 2.900.000 $  |
| 5   | Củng Lợi        | Diễn viên               | 7.300.000 $  |
| 6   | Châu Tấn        | Diễn viên               | 3.700.000 $  |
| 7   | Phạm Băng Băng  | Diễn viên               | 3.000.000 $  |
| 8   | Lý Vũ Xuân      | Ca sĩ                   | 2.100.000 $  |
| 9   | Từ Tịnh Lôi     | Diễn viên               | 2.900.000 $  |
| 10  | Lưu Gia Linh    | Diễn viên               | 4.000.000 $  |

| STT | Tên            | Nghề nghiệp             | Thu nhập     |
| --- | -------------- | ----------------------- | ------------ |
| 1   | Diêu Minh      | Vận động viên bóng rổ   | 61.400.000 $ |
| 2   | Lưu Tường      | Vận động viên điền kinh | 25.800.000 $ |
| 3   | Lý Liên Kiệt   | Diễn viên               | 38.000.000 $ |
| 4   | Dịch Kiến Liên | Vận động viên bóng rổ   | 4.600.000 $  |
| 5   | Chương Tử Di   | Diễn viên               | 8.700.000 $  |
| 6   | Phạm Băng Băng | Diễn viên               | 3.100.000 $  |
| 7   | Triệu Vy       | Diễn viên               | 2.700.000 $  |
| 8   | Châu Tấn       | Diễn viên               | 4.000.000 $  |
| 9   | Lý Băng Băng   | Diễn viên               | 3.200.000 $  |
| 10  | Triệu Bổn Sơn  | Diễn viên               | 3.200.000 $  |

| STT | Tên             | Nghề nghiệp             | Thu nhập     |
| --- | --------------- | ----------------------- | ------------ |
| 1   | Diêu Minh       | Vận động viên bóng rổ   | 56.600.000 $ |
| 2   | Chương Tử Di    | Diễn viên               | 12.400.000 $ |
| 3   | Dịch Kiến Liên  | Vận động viên bóng rổ   | 5.900.000 $  |
| 4   | Quách Tinh Tinh | Vận động viên nhảy cầu  | 4.900.000 $  |
| 5   | Lưu Tường       | Vận động viên điền kinh | 20.600.000 $ |
| 6   | Lý Liên Kiệt    | Diễn viên               | 4.800.000 $  |
| 7   | Triệu Vy        | Diễn viên               | 3.800.000 $  |
| 8   | Phạm Băng Băng  | Diễn viên               | 4.300.000 $  |
| 9   | Châu Tấn        | Diễn viên               | 4.300.000 $  |
| 10  | Lý Băng Băng    | Diễn viên               | 3.700.000 $  |

### Thập niên 2010
| STT | Tên            | Nghề nghiệp             | Thu nhập     |
| --- | -------------- | ----------------------- | ------------ |
| 1   | Thành Long     | Diễn viên               | 32.600.000 $ |
| 2   | Châu Kiệt Luân | Ca sĩ/ Diễn viên        | 19.400.000 $ |
| 3   | Lưu Đức Hoa    | Diễn viên               | 13.700.000 $ |
| 4   | Diêu Minh      | Vận động viên bóng rổ   | 40.400.000 $ |
| 5   | Chương Tử Di   | Diễn viên               | 11.000.000 $ |
| 6   | Triệu Bổn Sơn  | Diễn viên               | 15.200.000 $ |
| 7   | Thái Y Lâm     | Ca sĩ                   | 7.400.000 $  |
| 8   | Chân Tử Đan    | Diễn viên               | 13.600.000 $ |
| 9   | Lưu Tường      | Vận động viên điền kinh | 10.300.000 $ |
| 10  | Phạm Băng Băng | Diễn viên               | 4.900.000 $  |

| STT | Tên            | Nghề nghiệp           | Thu nhập     |
| --- | -------------- | --------------------- | ------------ |
| 1   | Lưu Đức Hoa    | Diễn viên             | 22.100.000 $ |
| 2   | Châu Kiệt Luân | Ca sĩ/ Diễn viên      | 29.500.000 $ |
| 3   | Vương Phi      | Ca sĩ                 | 18.700.000 $ |
| 4   | Thành Long     | Diễn viên             | 28.500.000 $ |
| 5   | Diêu Minh      | Vận động viên bóng rổ | 36.200.000 $ |
| 6   | Chân Tử Đan    | Diễn viên             | 20.000.000 $ |
| 7   | Chương Tử Di   | Diễn viên             | 11.800.000 $ |
| 8   | Lý Liên Kiệt   | Diễn viên             | 23.900.000 $ |
| 9   | Phạm Băng Băng | Diễn viên             | 8.100.000 $  |
| 10  | Triệu Bổn Sơn  | Diễn viên             | 16.500.000 $ |

| STT | Tên            | Nghề nghiệp            | Thu nhập     |
| --- | -------------- | ---------------------- | ------------ |
| 1   | Châu Kiệt Luân | Ca sĩ/ Diễn viên       | 25.500.000 $ |
| 2   | Lưu Đức Hoa    | Diễn viên              | 15.300.000 $ |
| 3   | Phạm Băng Băng | Diễn viên              | 16.000.000 $ |
| 4   | Vương Phi      | Ca sĩ                  | 21.600.000 $ |
| 5   | Lý Na          | Vận động viên quần vợt | 18.300.000 $ |
| 6   | Triệu Bổn Sơn  | Diễn viên              | 18.200.000 $ |
| 7   | Thái Y Lâm     | Ca sĩ                  | 13.200.000 $ |
| 8   | Diêu Minh      | Vận động viên bóng rổ  | 15.400.000 $ |
| 9   | Thành Long     | Diễn viên              | 15.200.000 $ |
| 10  | Lâm Chí Linh   | Người mẫu/ Diễn viên   | 9.300.000 $  |

| STT | Tên             | Nghề nghiệp          | Thu nhập     |
| --- | --------------- | -------------------- | ------------ |
| 1   | Phạm Băng Băng  | Diễn viên            | 17.400.000 $ |
| 2   | Châu Kiệt Luân  | Ca sĩ/ Diễn viên     | 16.500.000 $ |
| 3   | Lưu Đức Hoa     | Diễn viên            | 7.500.000 $  |
| 4   | Thành Long      | Diễn viên            | 10.500.000 $ |
| 5   | Chương Tử Di    | Diễn viên            | 9.500.000 $  |
| 6   | Trần Dịch Tấn   | Ca sĩ                | 11.100.000 $ |
| 7   | Dương Mịch      | Diễn viên            | 7.000.000 $  |
| 8   | Huỳnh Hiểu Minh | Diễn viên            | 12.000.000 $ |
| 9   | Thái Y Lâm      | Ca sĩ                | 15.900.000 $ |
| 10  | Lâm Chí Linh    | Người mẫu/ Diễn viên | 7.800.000 $  |

| STT | Tên             | Nghề nghiệp            | Thu nhập     |
| --- | --------------- | ---------------------- | ------------ |
| 1   | Phạm Băng Băng  | Diễn viên              | 19.300.000 $ |
| 2   | Lưu Đức Hoa     | Diễn viên              | 14.100.000 $ |
| 3   | Châu Kiệt Luân  | Ca sĩ/ Diễn viên       | 24.800.000 $ |
| 4   | Huỳnh Hiểu Minh | Diễn viên              | 10.600.000 $ |
| 5   | Chương Tử Di    | Diễn viên              | 8.900.000 $  |
| 6   | Dương Mịch      | Diễn viên              | 8.300.000 $  |
| 7   | Lâm Chí Linh    | Ca sĩ/ Diễn viên       | 9.500.000 $  |
| 8   | Lý Na           | Vận động viên quần vợt | 22.400.000 $ |
| 9   | Ngô Kỳ Long     | Diễn viên              | 10.600.000 $ |
| 10  | Thành Long      | Diễn viên              | 8.600.000 $  |

| STT | Tên             | Nghề nghiệp      | Thu nhập     |
| --- | --------------- | ---------------- | ------------ |
| 1   | Phạm Băng Băng  | Diễn viên        | 20.300.000 $ |
| 2   | Châu Kiệt Luân  | Ca sĩ/ Diễn viên | 16.100.000 $ |
| 3   | Tạ Đình Phong   | Ca sĩ/ Diễn viên | 12.300.000 $ |
| 4   | Thành Long      | Diễn viên        | 15.200.000 $ |
| 5   | Huỳnh Hiểu Minh | Diễn viên        | 12.500.000 $ |
| 6   | Tôn Lệ          | Diễn viên        | 10.600.000 $ |
| 7   | Triệu Vy        | Diễn viên        | 8.300.000 $  |
| 8   | Lưu Đức Hoa     | Diễn viên        | 11.100.000 $ |
| 9   | Lý Dịch Phong   | Diễn viên        | 11.000.000 $ |
| 10  | Trần Dịch Tấn   | Ca sĩ            | 13.600.000 $ |

| STT | Tên             | Nghề nghiệp      | Thu nhập     |
| --- | --------------- | ---------------- | ------------ |
| 1   | Phạm Băng Băng  | Diễn viên        | 37.500.000 $ |
| 2   | Lộc Hàm         | Ca sĩ/ Diễn viên | 27.930.000 $ |
| 3   | Châu Kiệt Luân  | Ca sĩ/ Diễn viên | 27.920.000 $ |
| 4   | Lý Dịch Phong   | Diễn viên        | 26.300.000 $ |
| 5   | Thành Long      | Diễn viên        | 25.900.000 $ |
| 6   | Huỳnh Hiểu Minh | Diễn viên        | 25.800.000 $ |
| 7   | Lưu Đào         | Diễn viên        | 24.000.000 $ |
| 8   | Angelababy      | Diễn viên        | 22.600.000 $ |
| 9   | Ngô Diệc Phàm   | Ca sĩ/ Diễn viên | 21.100.000 $ |
| 10  | Hồ Ca           | Diễn viên        | 21.000.000 $ |

| STT | Tên            | Nghề nghiệp      | Thu nhập     |
| --- | -------------- | ---------------- | ------------ |
| 1   | Phạm Băng Băng | Diễn viên        | 46.200.000 $ |
| 2   | Lộc Hàm        | Ca sĩ/ Diễn viên | 32.300.000 $ |
| 3   | Dương Mịch     | Ca sĩ/ Diễn viên | 30.800.000 $ |
| 4   | Triệu Lệ Dĩnh  | Diễn viên        | 29.200.000 $ |
| 5   | Dương Dương    | Diễn viên        | 37.000.000 $ |
| 6   | Lưu Đào        | Diễn viên        | 27.700.000 $ |
| 7   | Thành Long     | Diễn viên        | 50.800.000 $ |
| 8   | Angelababy     | Diễn viên        | 30.800.000 $ |
| 9   | Châu Kiệt Luân | Ca sĩ/ Diễn viên | 40.000.000 $ |
| 10  | Ngô Diệc Phàm  | Diễn viên        | 23.100.000 $ |